# Земо-Бошури
Земо-Бошури (груз. ზემო ბოშური) — село в Грузии, на территории Горийского муниципалитета края (мхаре) Шида-Картли.

## География
Село находится в центральной части Грузии, на левом берегу реки Таны, на расстоянии приблизительно 20 километров (по прямой) к юго-западу от города Гори, административного центра муниципалитета. Абсолютная высота — 1183 метра над уровнем моря.

## Население
По результатам официальной переписи населения 2014 года в Земо-Бошури проживало 132 человека (62 мужчины и 70 женщин). В национальной структуре населения грузины составляли 98,5 %, осетины — 1,5 %.
| Год  | Население, человек |
| ---- | ------------------ |
| 2002 | 167                |
| 2014 | ↘ 132              |